# Baptiste W. Hamon
Baptiste W. Hamon, (nascido em 1986) é um compositor e cantor francês. 
A sua música insere-se nos géneros da indie folk e da canção francesa. No início da sua carreira, e durante o seu projecto "Texas in Paris", o artista cantava apenas em língua inglesa. Mais tarde, acabou por adoptar a sua língua materna nas suas canções, misturando influências da música folk e country americanas. O cantor assume ter como referências as obras de Townes Van Zandt, Leonard Cohen ou Jacques Bertin. Depois da gravações de dos eps "Quitter l'enfance" et "Ballade d'Alan Seeger", viajou até Nashville para gravar o seu primeiro álbum que inclui participações com artistas como Will Oldham e Caitlin Rose. Durante o ano de 2015, participou em festivais como o South by Southwest, no Texas ou o Francofolies em Montreal e e La Rochelle. No mesmo ano integrou os sete finalistas da quinta edição do prémio Georges Moustaki, destinado a galardoar os novos valores da música francesa. Em Portugal, o Jornal de Notícias considerou-o como "um cantor extraordinário"e "um dos mais promissores"  de uma nova geração de cantores que desponta em França. 
O seu primeiro álbum, "L'insouciance", foi editado a 11 de Março de 2016 e foi bem recebido pela crítica francesa.